# Mayuge
Mayuge  este un oraș  în  Uganda. Este reședinta  districtului Mayuge.